# Georg Dietrich Leyding
Georg Dietrich Leyding, auch Leiding oder Leÿding (* 23. Februar 1664 in Bücken; † 10. Mai 1710 in Braunschweig) war ein deutscher Komponist und Vertreter der norddeutschen Orgelschule.

## Leben
Leyding ging 1679 für fünf Jahre nach Braunschweig bei Jakob Bölsche in die Lehre. Anschließend reiste er nach Hamburg und Lübeck, um bei Johann Adam Reincken und Dieterich Buxtehude weiter zu lernen. Bald darauf kehrte er nach Braunschweig zurück, um den erkrankten Bölsche zu ersetzen. Nach dessen Tod wurde er Organist an den Kirchen St. Ulrich und St. Blasius, später auch an St. Magnus. Kurze Zeit nahm Leyding bei Johann Theile in Wolfenbüttel Unterricht in Komposition.

## Werk
Von Leyding sind drei Präludien, eine Variation über Von Gott will ich nicht lassen sowie eine Choralbearbeitung über Wie schön leuchtet der Morgenstern überliefert.